# International Association for the Evaluation of Educational Achievement
International Association for the Evaluation of Educational Achievement (IEA) är ett internationellt samarbete mellan forskningsinstitutioner, akademiker och analytiker som arbetar för att undersöka, förstå, och förbättra utbildning i världen.
Bland IEA:s studier finns TIMSS, PIRLS, ICILS, och ICCS.